# Yamatarotes chishimensis
Yamatarotes chishimensis är en stekelart som först beskrevs av Tohru Uchida 1929.  Yamatarotes chishimensis ingår i släktet Yamatarotes och familjen brokparasitsteklar. Utöver nominatformen finns också underarten Y. c. grahami.